# Green Hills (Pensilvania)
Green Hills es un borough ubicado en el condado de Washington en el estado estadounidense de Pensilvania. En el año 2000 tenía una población de 18 habitantes y una densidad poblacional de 8 personas por km².

## Geografía
Green Hills se encuentra ubicado en las coordenadas 40°6′48″N 80°17′58″O / 40.11333, -80.29944.

## Demografía
Según la Oficina del Censo en 2000 los ingresos medios por hogar en la localidad eran de $94,239 y los ingresos medios por familia eran $116,250. Los hombres tenían unos ingresos medios de $24,583 frente a los $0 para las mujeres. La renta per cápita para la localidad era de $124,279. El 0% de la población estaba por debajo del umbral de pobreza.